# Couleuvre verte et jaune
Hierophis viridiflavus
Espèce
Synonymes
- Coluber viridiflavus Lacépède, 1789
- Coluber atrovirens Shaw, 1802
- Coluber viridiflavus var. carbonarius Bonaparte, 1833
- Coluber gemonensis gyarosensis Mertens, 1968
- Coluber viridiflavus kratzeri Kramer, 1971
- Coluber viridiflavus antoniimanujeli Capolongo, 1984
- Coluber gyarosensis Mertens, 1968

Statut de conservation UICN

 LC  : Préoccupation mineure
La couleuvre verte et jaune, Hierophis viridiflavus, est une espèce de serpents de la famille des Colubridae. Elle est parfois nommée sanyard, cinglard, fouet ou gicle selon les régions françaises.

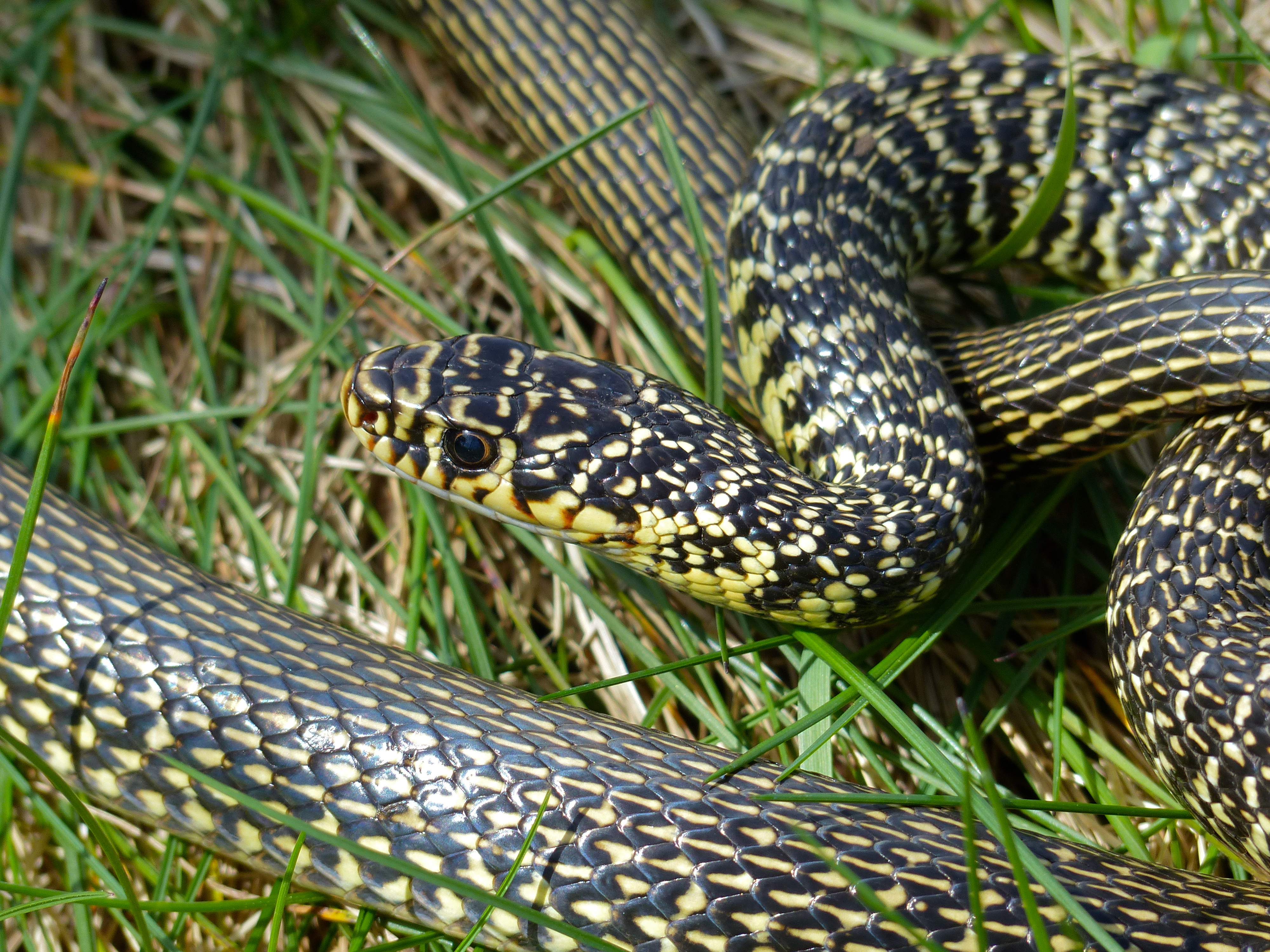
Spécimen adulte, avec le subtil motif géométrique typique de l'espèce, constitué de stries noires et jaunes contrastées, groupées dans le sens transversal à l'avant du corps, puis évoluant peu à peu en s'ordonnant différemment pour devenir des lignes longitudinales en arrivant à la queue.

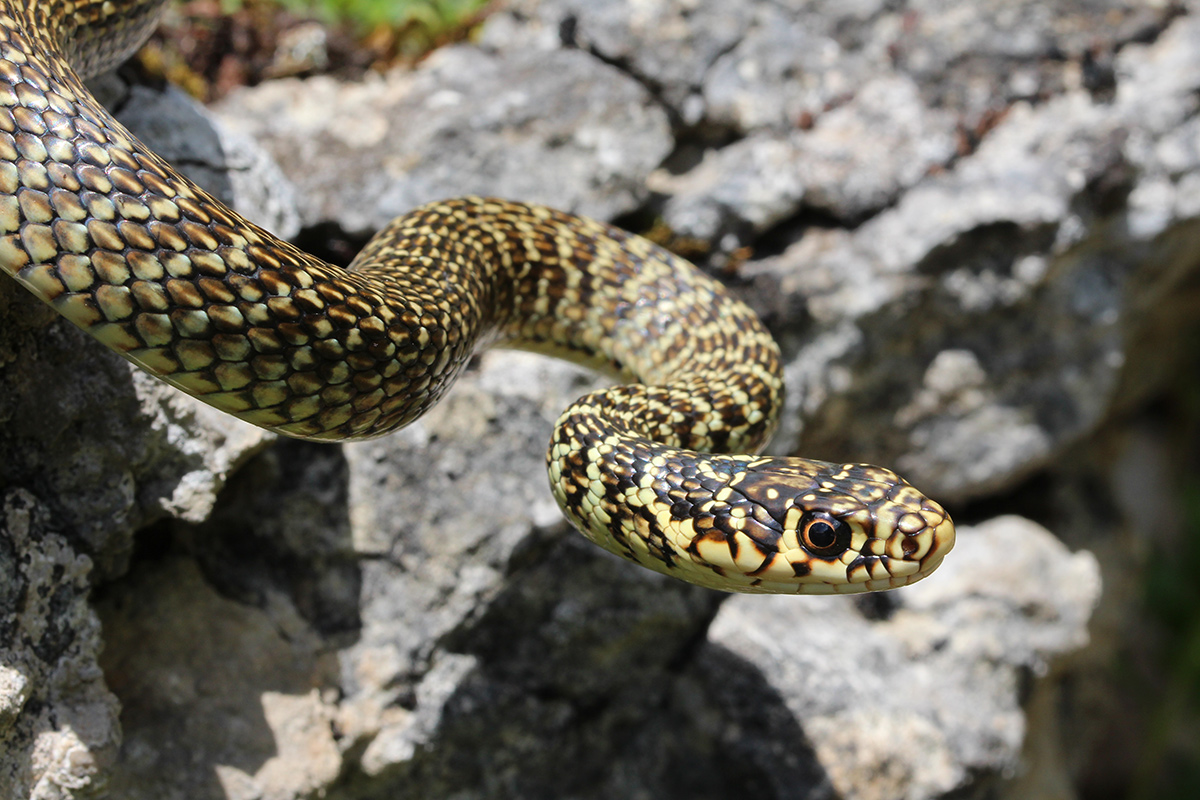
Couleuvre subadulte dont les motifs ne sont pas encore bien nets. Lorraine, France.

## Description
C'est une grande couleuvre élancée avec une très longue queue. Elle mesure entre 100 et 160 cm, exceptionnellement jusqu'à 173 cm. Elle a des grands yeux avec des pupilles rondes (comme chez toutes les couleuvres en Europe de l'Ouest). Son corps est couvert d'écailles lisses et brillantes disposées en 19 rangées (parfois 17).
La sous-espèce nominale, la plus répandue, se remarque à l'âge adulte par ses couleurs exclusivement noir et jaune (elle n'a aucune trace de vert contrairement à ce qu'indique son nom, mais elle parait souvent verte lorsque les herbes environnantes se reflètent sur son écaillure à la lumière du soleil). Ces couleurs forment une ornementation en zébrures pointillistes qui suivent un schéma géométrique bien organisé. On ne peut confondre cette espèce avec aucune autre sur son aire de répartition. Les petites taches se regroupent en barres transversales plus ou moins nettes et larges à l'avant du corps, puis se réorganisent progressivement vers l'arrière du corps et sur la queue où elles sont remplacées par de fines stries longitudinales. Ce motif strié s'observe bien lorsque l'animal fuit à l'abri. La face ventrale est jaunâtre ou grisâtre. Les juvéniles ont une coloration bien différente à la naissance, gris pâle ou olivâtre et sont ornés de motifs plus prononcés sur la tête. Ils évoluent lentement vers la coloration adulte en grandissant.

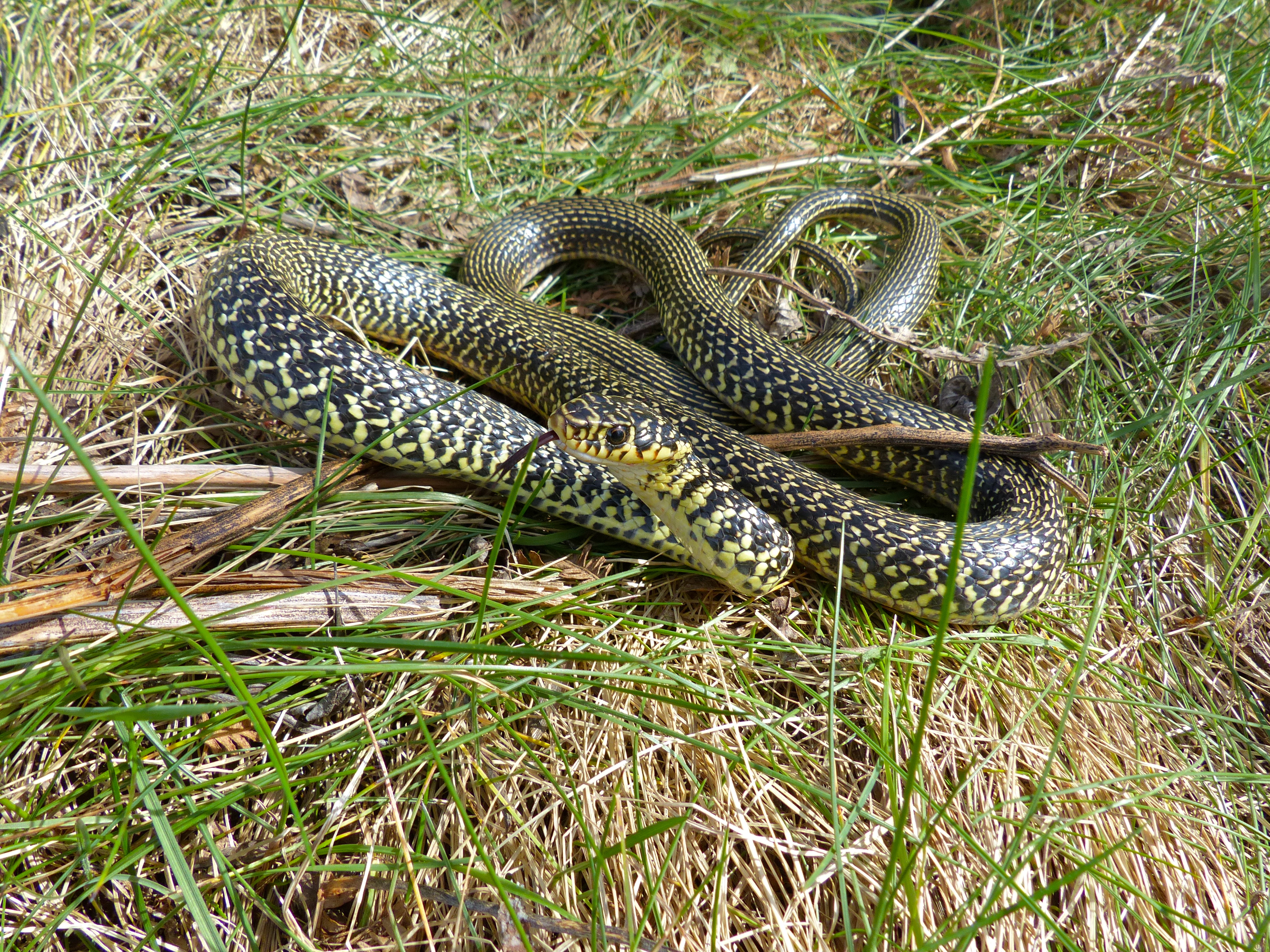
Adulte.
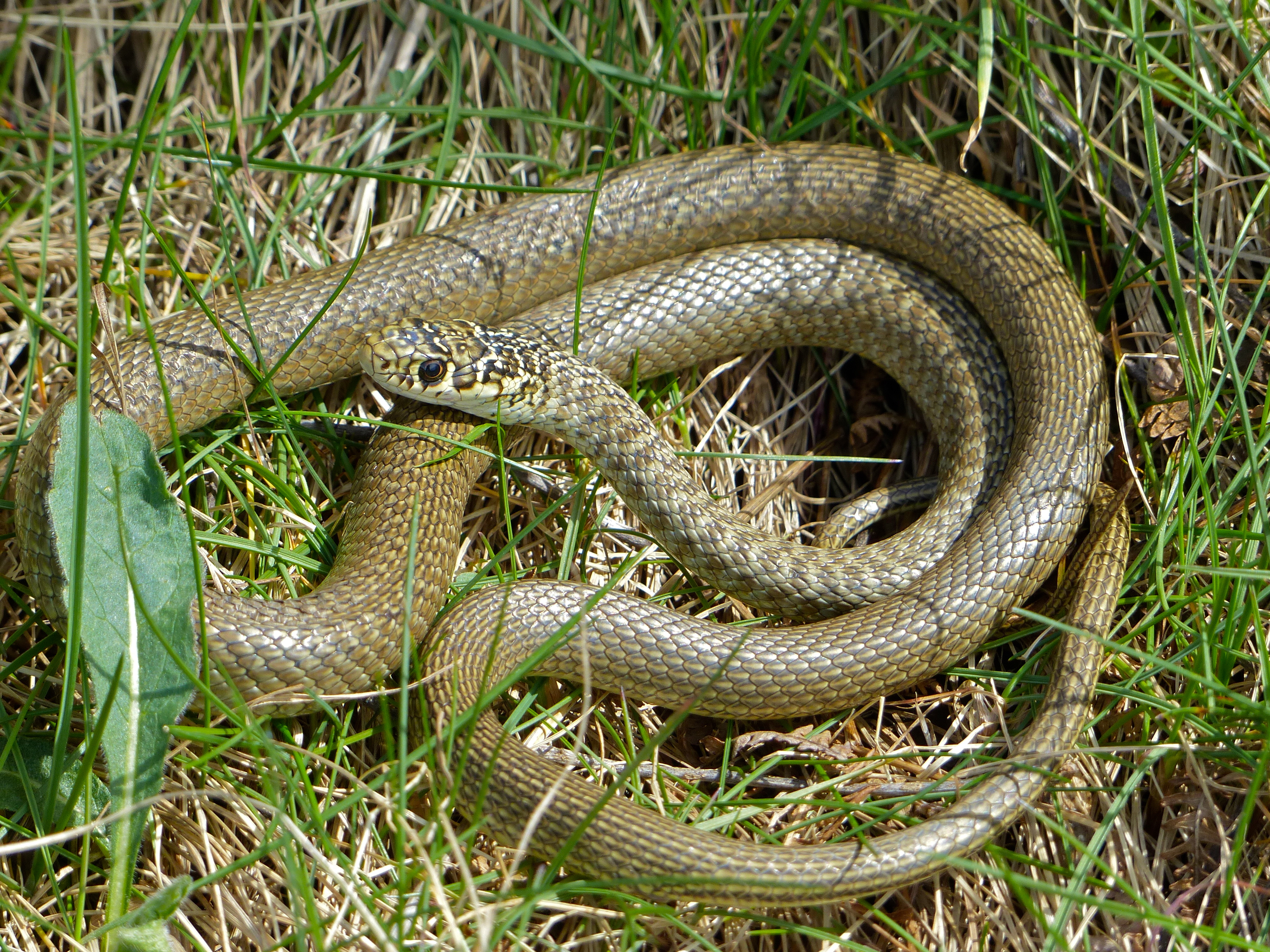
Subadulte.
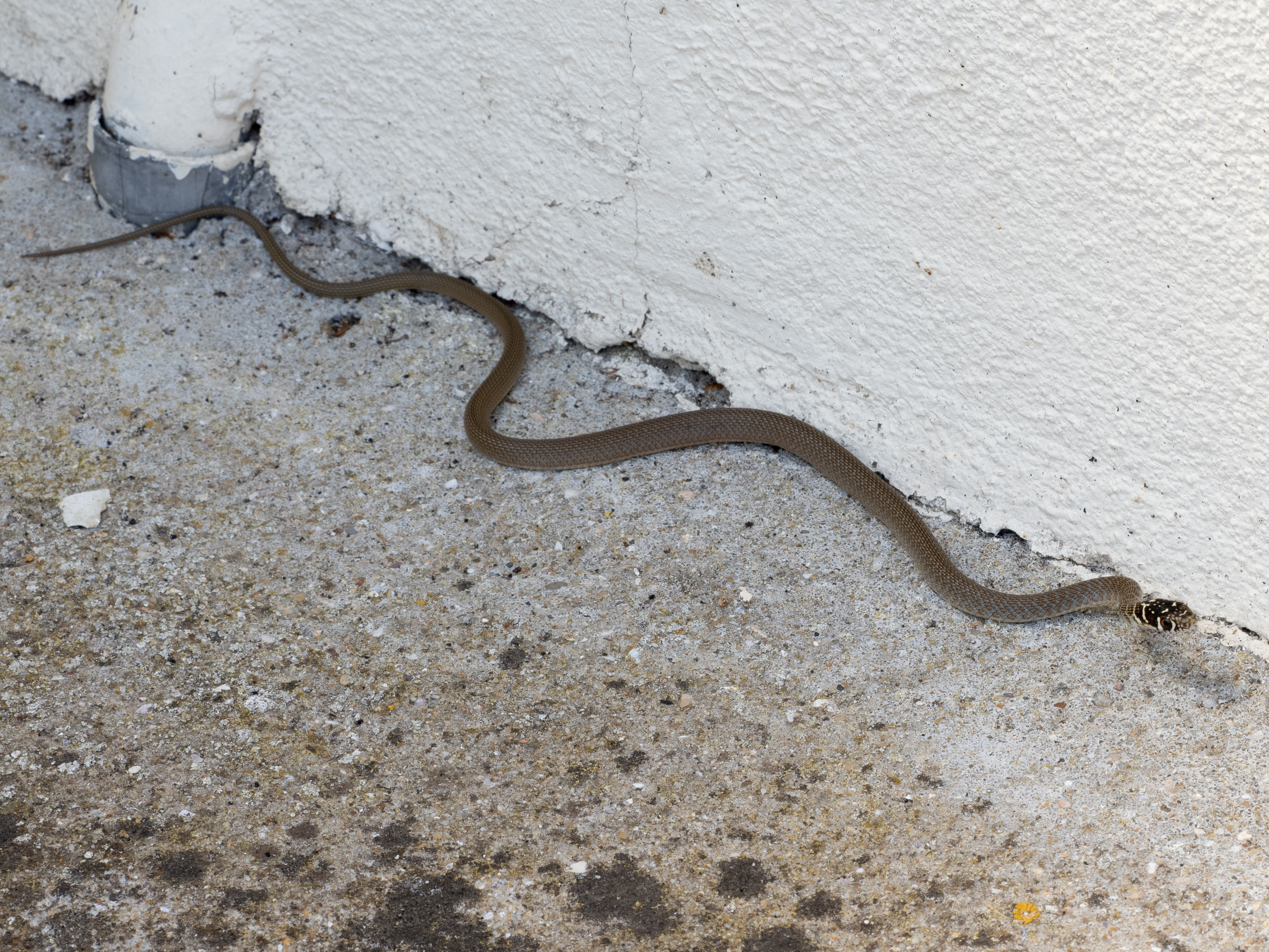
Juvénile

La sous-espèce carbonarius est entièrement noire brillante, mélanique. Il existe aussi des colorations intermédiaires entre les deux sous-espèces.

## Sous-espèces
On considère souvent deux sous-espèces : Hierophis viridiflavus viridiflavus à la coloration typique, et Hierophis viridiflavus carbonarius qui se distingue essentiellement par une coloration presque entièrement noire (mélanique), sauf les juvéniles. La forme carbonarius est répandue dans le nord-est de l'Italie, en Slovénie et en Istrie, ainsi que dans le sud de l'Italie et la Sicile. Entre les deux zones la majeure partie de l'Italie (le centre et le nord) est peuplée par la forme nominale. D'après la génétique il existe bien globalement de fortes divergences, mais pas de correspondance parfaite entre les deux formes morphologiques d'une part et les différents groupes génétiques d'autre part. Si certains auteurs en font jusqu'à des espèces distinctes, d'autres ne reconnaissent pas du tout de sous-espèce,.
Selon The Reptile Database (30 déc. 2011) :
- Hierophis viridiflavus viridiflavus (Lacépède, 1789)
- Hierophis viridiflavus carbonarius (Bonaparte, 1833)

## Répartition
Cette espèce se rencontre :

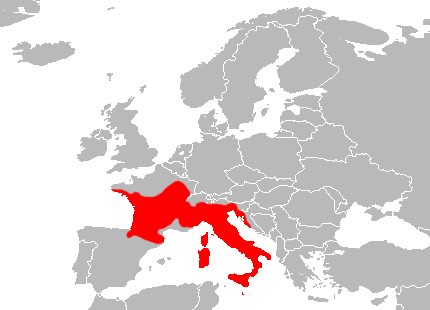

- dans une grande partie de la France, sauf le tiers Nord ; mais elle est presque absente en région méditerranéenne à basse altitude, du fait de la compétition avec la couleuvre de Montpellier, tandis qu'elle est très présente en Corse où la couleuvre de Montpellier est absente ;
- dans presque toute l'Italie, y compris la Sardaigne, l'île d'Elbe et la Sicile ; elle est absente seulement dans une partie de la région alpine à l’extrême Nord ;
- à Malte ;
- dans le sud de la Suisse ;
- elle atteint la limite orientale de sa répartition dans l'ouest de la Slovénie et à l'extrême nord de la Croatie (Istrie) (à partir de là elle est remplacée dans les Balkans par la couleuvre des Balkans) ;
- en Espagne où elle n'est présente que dans l’extrême nord : les Pyrénées espagnoles, le Pays basque et la Navarre.

Une population éloignée et isolée vit sur l'île de Gyaros en Grèce, semblable à la forme carbonarius. Elle fut décrite à l'origine comme une espèce distincte (Coluber gyarosensis) avant d'être invalidée par la génétique. Elle est identique aux populations du sud de l'Italie, et résulte donc probablement d'une introduction ancienne à partir de l'Italie,.

## Habitat
Ce serpent est typique des broussailles et pelouses bien ensoleillées, au sein d'habitats très variés, mais le plus souvent assez secs et dotés de divers types de cachettes comme des arbustes ou des pierres. On la trouve donc dans les friches, les lisières forestières et forêts claires, les terrains buissonnants, les haies des bocages, les vergers, les murets de pierres, les talus, les bords de chemins et de routes, les voies ferrées, les jardins ensauvagés, les pelouses calcaires (coteaux et causses) ainsi que les maquis et les garrigues, mais aussi les pentes rocailleuses et autres terrains rocheux. On peut la trouver plus occasionnellement dans des prairies plus humides et au bord des rivières. Elle peut vivre aux abords des habitations et dans les friches urbaines, plus communément que d'autres serpents dans son aire de répartition. Elle monte par endroits jusqu'à 2 000 mètres d'altitude dans le sud de son aire.
Dans les régions méditerranéennes du sud de la France et du nord de l'Espagne, elle est pratiquement absente à l'étage méditerranéen de basse altitude, à cause de la concurrence avec la couleuvre de Montpellier qui y est présente en y occupant sa niche écologique. Dans ces régions elle est repoussée dans les montagnes à une certaine altitude. Mais en Italie et en Corse, où la couleuvre de Montpellier est absente, la couleuvre verte et jaune est présente partout, même sur le littoral.

## Mode de vie et comportement
Cette espèce est diurne. Elle hiverne d'octobre à avril, dans les fissures des rochers, les terriers de mammifères. Plusieurs individus peuvent hiverner ensemble.
C'est une couleuvre très vive et rapide. Elle n'a pas les tendances arboricoles de la couleuvre d'Esculape, mais elle grimpe malgré tout facilement aux branches ou dans les buissons, pour chasser, lorsqu'elle est menacée ou simplement pour se chauffer au soleil. Elle nage très bien mais seulement occasionnellement.

## Comportement de défense
Elle n'est pas venimeuse et elle est totalement inoffensive pour l'homme. Craintive, elle s'enfuit le plus souvent avec beaucoup d'agilité dans les herbes lorsqu'elle est dérangée. Elle n'attaque jamais spontanément, mais elle sait se défendre activement quand elle se sent directement menacée. Elle fait face à son assaillant, se gonfle, siffle et cherche à mordre à plusieurs reprises si on l'approche de trop près sans lui laisser le temps de fuir. Si on l'attrape elle mord presque toujours et mâchonne la main qui la tient. Bien que sa morsure ne soit pas venimeuse et sans danger, elle peut être douloureuse et saigner légèrement. Elle n'a cependant pas beaucoup de force dans les mâchoires et ses dents sont petites, elle ne cause donc que des égratignures superficielles. À peine nés, les petits couleuvreaux sont déjà dotés de ce comportement défensif.

## Alimentation
Elle se nourrit principalement de lézards et d'une proportion variable de micromammifères. Elle chasse aussi les oisillons, d'autres serpents (des vipères, des couleuvres et parfois des membres de son espèce) et des grenouilles.
C'est un animal très rapide, chassant à vue. Elle avale ses proies vivantes et parfois les tue par constriction.

## Reproduction

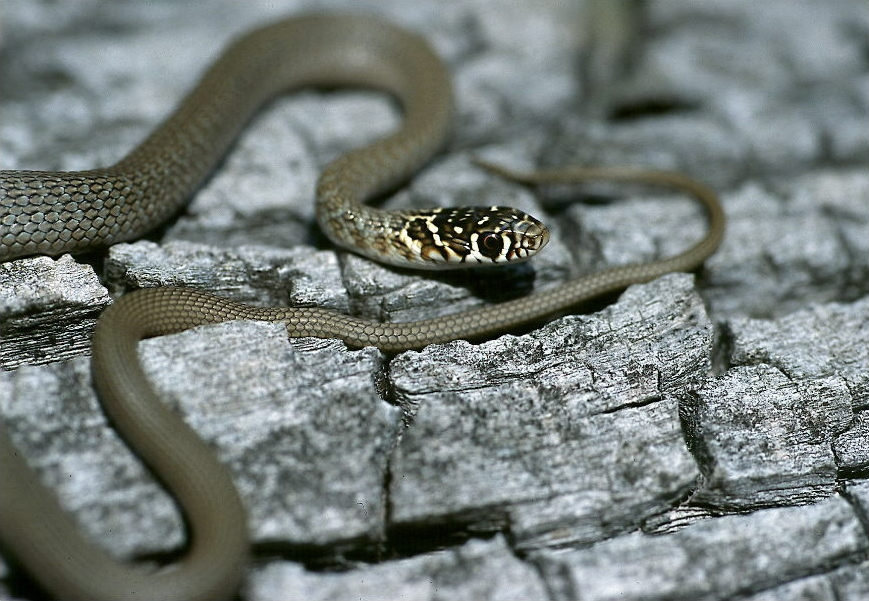
Couleuvreau.

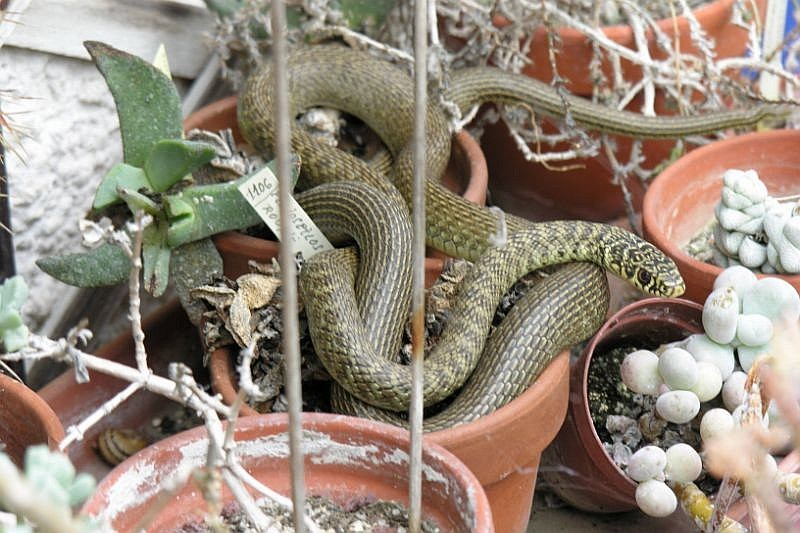
Juvénile plus grand (Gradignan, Gironde).

Au sortir de l'hivernation, la couleuvre quitte son état de torpeur et mue. Les mâles cherchent des partenaires pour s'accoupler. Lorsqu'ils entrent en compétition pour une femelle, ils peuvent se battre entre eux, en s'enroulant rapidement leur corps en gardant la tête au dessus du sol, jusqu'à ce que l'un d'eux s'épuise le premier. Fin juin ou en juillet, les femelles pondent de 4 à 15 œufs oblongs, d'environ 30-40 x 15–22 mm. L'éclosion a lieu au bout de 6 à 8 semaines. Les nouveau-nés font 20–25 cm de long.

## Statut et protection
Elle ne semble pas menacée en France globalement. Elle est souvent assez commune dans les régions où elle est présente. Elle paraît même en expansion vers le nord du pays. Ses habitats potentiels ont cependant été fortement réduits par l'agriculture intensive dans certaines régions, et elle est ainsi raréfiée par endroits.
En France, la Couleuvre verte et jaune est protégée par l'arrêté du 19 novembre 2007 : « Sont interdits, sur tout le territoire métropolitain et en tout temps, la destruction ou l'enlèvement des œufs et des nids, la destruction, la mutilation, la capture ou l'enlèvement, la perturbation intentionnelle des animaux dans le milieu naturel ». Les sites de reproduction sont aussi protégés. Sont interdits la détention, le transport, la naturalisation, le colportage, la mise en vente, la vente ou l'achat, l'utilisation, commerciale ou non.

## Étymologie
Le nom de cette espèce, viridiflavus, vient du latin viridis, « vert » et flavus, « jaune », en référence à ses couleurs.

## Histoire de sa description
L'espèce a été initialement classée dans le genre Coluber sous le protonyme Coluber viridiflavus Lacepède, 1789.
La première description zoologique est celle que Lacépède a donnée dans Histoire naturelle des quadrupèdes ovipares et des serpens, Volume 3, en 1789. Lacépède en donne une description précise : « Le dessus du corps, depuis le bout du museau jusqu'à l'extrémité de la queue, est noir ou d'une couleur verdâtre très foncée, sur laquelle on voit s'étendre d'un bout à l'autre, un grand nombre de raies composées de petites taches jaunâtres de divers figures, les unes allongées, les autres en losanges... » . Il signale aussi :  « Elle devient docile lorsqu'elle est prise; elle subit une sorte de domesticité; elle obéit au divers mouvements qu'on veut lui faire suivre. ...Elle se laisse entortiller autour des bras ou du cou, rouler en divers contours de spirale ».

### Publications originales
- Bonaparte, 1833 : Iconographia della Fauna Italica per le Quattro Classi degli Animali Vertebrati. Tomo II, Roma, Salviucci (texte intégral).
- Lacepède, 1789 : Histoire Naturelle des Quadrupèdes Ovipares et de Serpens, vol. 2, Imprimerie du Roi, Hôtel de Thou, Paris, p. 1-671.